# باشگاه فوتبال دخانیات رشت
باشگاه فوتبال دخانیات رشت یک باشگاه فوتبال در شهر رشت، ایران است. این از واحدهای زیر مجموعه مجتمع تولیدی صنعتی دخانیات گیلان است و با هدف گسترش ورزش برای جوانان و مسئولیت اجتماعی این شرکت در قبال تولید دخانیات راه اندازی شده‌است. این تیم هم‌اکنون در لیگ برتر فوتبال گیلان، جام گیل برای صعود به رقابت‌های لیگ دسته سوم فوتبال ایران بازی می‌کند.
مدیران باشگاه:
۸۸ تا ۹۳ علیرضا خلقت دوست
۹۳ تا ۹۶ سجاد لطافتی
۹۶ تا ۹۷ حسن پورمحمد
۹۸ تا ۱۴۰۰ مصطفی تطهیر
۱۴۰۰ تا ۱۴۰۱ سیاوش یگانه
۱۴۰۱ تا هم اکنون محمد رشتی زاده

دفتر باشگاه و محل تمرینات این تیم زمین چمن اختصاصی این باشگاه واقع در مجمتع دخانیات واقع در بلوار افتخاری شهر رشت است، بازیهای این تیم درورزشگاه سردار جنگل رشت برگزار می‌شود. این باشگاه در تمام رده‌های سنی دارای تیم فوتبال است.